# Distretto di Čavusy
Il distretto di Čavusy (in bielorusso Ча́вускі раён?) è un distretto (raën) della Bielorussia appartenente alla regione di Mahilëŭ.